# Arcans menors

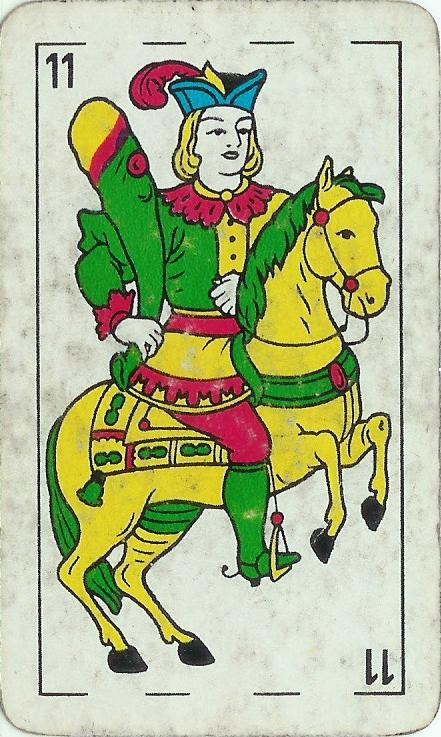
Cavall de bastos, un dels Arcans menors del Tarot de Marsella

Els Arcans menors són un conjunt de 56 cartes que forment part del joc del Tarot, juntament amb els Arcans majors. Es troben dividides en quatre colls de 14 cartes: espases, copes, bastos i oros, com la Baralla espanyola, però del model més antic: cartes numerades de l'1 al 10, més els personatges de la cort: sota (o valet), cavall, reina i rei. Cada un dels colls representaria un dels nivells socials medievals: la noblesa, simbolitzada per les espases, els camperols, pels bastos, el clero, per les copes i els comerciants, pels oros.
El disseny dels naips és divers, tot i que existeixen dissenys clàssics, com el del Tarot de Marsella (finals del segle xvii), que ha servit com a guia en l'elaboració de les figures i la seva simbologia. Una baralla molt popular és la Rider-White-Smith (o Rider-Waite o simplement Rider, ideada en 1910 per Arthur Edward Waite, elaborat per la seva deixeble Pamela Colman Smith i impresa per la Rider Company. Una altra baralla comú és el Tarot de Thoth, ideat entre 1938 i 1942 pel mag anglès Aleister Crowley i realitzat per la seva deixeble Frieda Harris; aquesta baralla es publicà en 1944, en blanc i negre, juntament amb el Llibre de Thoth, que explica la simbologia i l'ús, però fou editat amb els seus colors originals fins 1977, a Nova York, per U. S. Games Systems i Samuel Weiser.